# امیلی برینگتون
امیلی برینگتون (به انگلیسی: Emily Berrington) یک هنرپیشه اهل بریتانیا است. از فیلم‌ها یا برنامه‌های تلویزیونی که وی در آن نقش داشته‌است می‌توان به ایفای نقش سیمون آل-هارازین در مجموعه ۲۴: یک روز دیگر زنده بمان، و نیسکا در مجموعه تلویزیونی شبکه‌های کانال ۴ و ای‌ام‌سی با عنوان هیومنز اشاره کرد.